# Irina Elcheva
Irina Mikhaylovna Elcheva (russe : Ирина Михайловна Ельчева ; 28 novembre 1926 — 8 mai 2013) est une compositrice russe.

## Biographie
Née le 28 novembre 1926 à Leningrad,,, elle commence sa formation musicale avec sa mère, Hadezhda Bogolyubova, pianiste, compositrice et théoricienne de la musique,.
Elle étudie au début des années 1940 au Collège Moussorgski à Leningrad, puis au Conservatoire de Leningrad d'où elle sort diplômée en 1950, classe de piano de A.D. Kamensky, et 1958, classe de composition de Oles Chishko (en),.
Elle fait partie de 1953 à 1956 d'une expédition partie recueillir des chansons flokloriques (région de Pskov, cours inférieur du Pechora). Elle continue ensuite ce travail seule (région d'Ivanovo).
En plus de son opéra Spartacus terminé en 1962, elle compose une symphonie à la mémoire des morts durant le siège de Léningrad.
Elle meurt le 8 mai 2013.

## Ouvrages
- Народные песни Ивановской области (Chants folkloriques de la région d'Ivanovo) (1968)

## Œuvres
- Спартак (Spartacus), opéra (1962)
- симфоническая сюита « Печорские старины » (suite symphonique « Antiquités de Pechora ») (1962)
- симфония "Памяти погибших в блокаде Ленинграда (Symphonie « À la mémoire de ceux qui ont été tués lors du siège de Leningrad ») (1965)